# کاسالوکیو سیولو
کاسالوکیو سیولو (به ایتالیایی: Casalvecchio Siculo) یک کومونه در ایتالیا است که در استان مسینا واقع شده‌است.

## خصوصیات
کاسالوکیو سیولو ۳۳٫۴ کیلومترمربع مساحت و ۸۸۷ نفر جمعیت دارد و ۳۷۰ متر بالاتر از سطح دریا واقع شده‌است.